# 紐約市中心希爾頓酒店
紐約市中心希爾頓酒店，是美國紐約市規模最大的酒店，由公園酒店及度假村擁有，並由希爾頓酒店及度假村負責經營。該酒店擁有2052間客房，其中包括1878間酒店客房及附屬於希爾頓假日俱樂部的174間客房，並提供超過150000平方英尺的會議空間，是全美最大的希爾頓酒店。
這棟47層的建築位於洛克斐勒中心北側、第六大道與53街交界，自約翰·甘迺迪以來，每名美國總統都曾造訪。1973年，酒店住客、工程師馬丁·庫珀在酒店門前進行全球首次手提電話通話，致電給另一名電氣工程師。此外，當勞·特朗普於2016年美國總統選舉的勝選演說，也是在該酒店發表。

## 歷史
紐約市中心希爾頓酒店由希爾頓酒店集團、洛克斐勒中心公司以及尤里斯建築公司共同開發。最初的建築師莫里斯·拉皮杜斯提議建造一座曲線型、類似邁阿密海灘楓丹白露酒店風格的大樓，但因同時負責鄰近街區的紐約美洲酒店設計工作，最終退出該項目。威廉·B·泰布勒接手完成設計，採用板式建築風格。

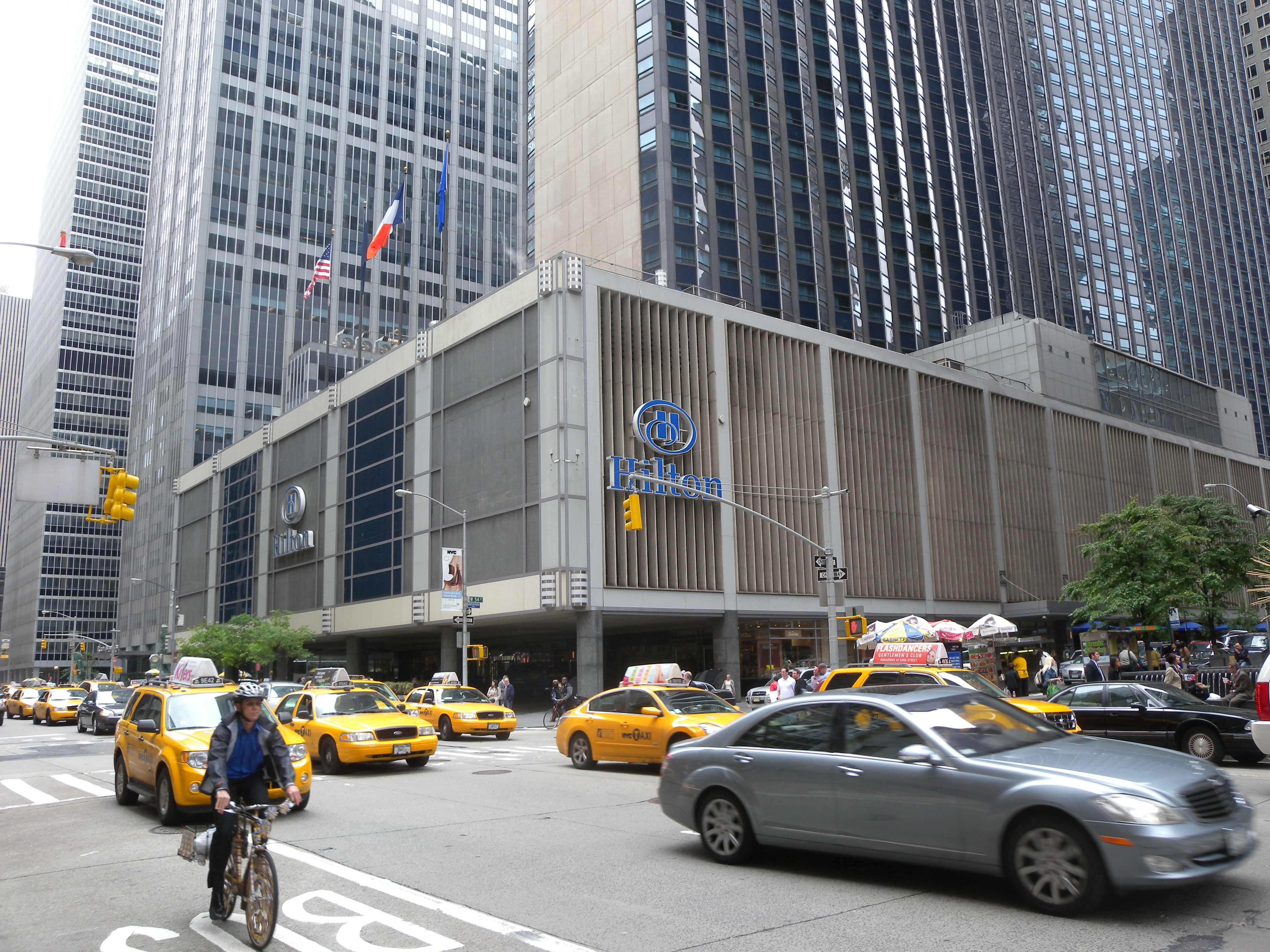
紐約市中心希爾頓酒店位於第六大道和第54街

該酒店於1963年6月26日以「紐約洛克斐勒中心希爾頓酒店」（New York Hilton at Rockefeller Center）的名義開業，提供2153間客房，成為當時紐約市最大的酒店。
1990年，酒店進行一次耗資1億美元的翻修工程，將客房數量減少至1980間。此後，1991年至1994年間又進行多次翻修。1998年，酒店啟動一項為期兩年的1億美元翻修計劃，包括對大堂的全面翻新，以及在五樓新增面積達8,000-平方英尺（740-平方）的Precor USA 健身中心。同時，酒店名稱改為「希爾頓紐約酒店」（Hilton New York），以響應希爾頓集團的全球品牌重塑策略，將「希爾頓」置於城市名稱之前。2007年，酒店完成第四次翻修，在42至44樓新增47間高級套房，面積介於600至2,000 sq ft（56至186 m2）。
2013年，為慶祝開業50週年，酒店更名為「紐約希爾頓市中心酒店」。同時，酒店取消傳統的客房送餐服務，轉而設立自助餐廳「Herb n' Kitchen」。2017年，隨著希爾頓集團分拆出公園酒店及度假村，該酒店的所有權轉移至該新公司。

## 著名事件
希爾頓酒店及度假村宣稱，約翰·列儂1971年的經典歌曲《想象》的歌詞創作地正是該酒店。
1971年春末，《紐約時報》記者尼爾·希恩與其他記者在酒店的房間內整理並總結五角大樓文件。該文件是美國國防部的一份內部研究報告，記錄越戰的完整歷史。希恩從丹尼爾·艾爾斯伯格處秘密取得文件，準備公開出版。
1972年6月，貓王艾維斯·皮禮士利下榻該酒店，期間於麥迪遜廣場花園舉行四場演唱會，門票全數售罄。他在首場演出前於酒店的水星宴會廳（Mercury Ballroom）舉行新聞發佈會。
1973年4月3日，馬丁·庫珀在希爾頓紐約酒店用摩托羅拉 DynaTAC手機進行全球首次手提電話的公開通話。他致電貝爾實驗室的競爭對手喬爾·S·恩格爾，向其展示這項突破性的發明。該手機的基站設於鄰近的第六大道1345號大樓頂樓。
該酒店曾持有西側地產，該地原為阿德爾菲劇院，經典影集《蜜月期》的部分劇集即在該劇院拍攝。1970年，阿德爾菲劇院被拆除，1989年原址上建成第六大道1325號辦公大樓。該大樓與希爾頓酒店通過一條走廊相連，並保留希爾頓的第六大道地址，儘管其實際位置更靠近第七大道。美劇《宋飛正傳》中角色伊萊恩·貝內斯工作的J. Peterman公司外景正是該建築。
2016年美國總統選舉期間，當勞·特朗普在酒店的大宴會廳舉辦了選舉夜勝利派對。該酒店還是多項頒獎典禮的舉辦地，包括國際影藝學院主辦的國際艾美獎。此外，每年春季，酒店還會承辦由紐約市記者舉辦的年度慈善活動「內圈秀」。
2024年12月4日，聯合健康保險首席執行官布萊恩·湯普森在酒店外遭槍殺。他原計劃在酒店內的投資者會議上發表演講。

## 外部鏈接
- 官方网站